# 김태희 (1983년)
김태희(1983년 9월 20일 ~ )는 대한민국의 배우이다. 또한 김태희는 2009년 SBS 11기 공채 탤런트 출신이며 SBS 공채 탤런트 데뷔 전에 '윤초이'란 예명으로 활동했었고 그 이후에는 '나소영'이란 예명으로 활동한 바 있었다.

## 출연 작품

### 드라마
- 2018년 SBS 《나도 엄마야》 ... 김선정 역
- 2012년 SBS 《대풍수》 ... 단위 역
- 2010년 SBS 《닥터 챔프》
- 2010년 SBS 《제중원》

### 영화
- 2010년 《나를 잊지 말아요》
- 2007년 《경의선》

### 방송
- 2014년 《SNL 코리아 시즌5》

### 광고
- KDB대우증권
- SK텔레콤 여름 앱

### 뮤직비디오
- 2013년 바이브 - 〈이 나이 먹도록〉